# Biernominierung

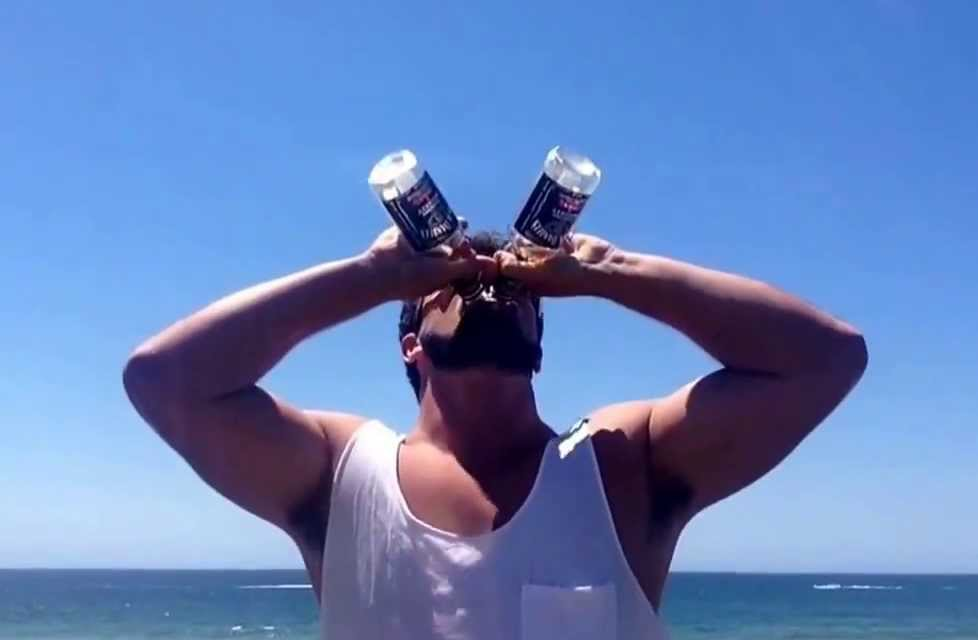
Standbild aus einem Video zur Biernominierung

Als Biernominierung (englisch Social Beer Game, NekNomination oder NekNominate, von to neck, „einen kippen, einen trinken“, deutsch auch Bier-Nominierung) wird eine Challenge als Internetphänomen in Form eines Trinkspiels mit Elementen eines Kettenbriefes bezeichnet.

## Anfänge, Ausprägungen und Regeln
Die Anfänge des Internet-Phänomens liegen wahrscheinlich in Australien. Es ist durch Bräuche von Studentenverbindungen inspiriert. Das Spiel besteht daraus, dass sich ein Teilnehmer beim Trinken eines halben Liters Bier in einem Zug filmt und diese Aufnahme im sozialen Netzwerk Facebook veröffentlicht, wobei er drei andere Personen dazu auffordert, es ihm gleichzutun. Die Regeln des Spieles fordern jemanden, der einer derartigen Nominierung nicht binnen 24 Stunden nachkommt, dazu auf, dem Nominierenden eine Kiste Bier zukommen zu lassen. Einige Teilnehmer fanden sich dazu motiviert, ihre Trinkvideos mit selbst gefährdenden Handlungen auszugestalten. Die Beliebtheit des Spiels wurde mit einem Video in Verbindung gebracht, das Ross Samson, ein Rugbyspieler des Mannschaft London Irish, am 25. Dezember 2013 auf Facebook gepostet hat. Darin trinkt er eine Flasche Bier und sagt „Ich nominiere alle, die nicht Geburtstag haben. Frohe Weihnachten.“
Im Februar 2014 breitete sich das Trinkspiel im deutschsprachigen Raum aus.
In Südafrika wurden die Regeln dergestalt abgewandelt, dass die Nominierten dort anstelle des Trinkens aufgefordert werden, soziale Mildtätigkeiten auszuüben.
Des Weiteren verbreiteten sich auf Facebook teilweise folgende modifizierte Varianten des Spieles:
- Hochladen eines Bildes vom eigenen Pferd, bei Nicht-Erfüllung stehe der nominierenden Person ein Sack Pferdefutter zu
- Hochladen eines Bildes vom eigenen Auto, bei Nicht-Erfüllung stehe eine Tankfüllung zu

## Gesellschaftliche Diskussion und Gerichtsurteile
In Zusammenhang mit dem Spiel kam es zu mehreren Todesfällen. Einerseits sind diese auf besonders riskante Inszenierungen zurückzuführen und andererseits auf die Verwendung von hochprozentigem Alkohol anstelle von Bier. Weiterhin geriet auch der generelle Konsum von Alkohol in der Gesellschaft erneut in die Diskussion. 2017 wurden zwei Personen in Devon verurteilt, weil sie im Rahmen einer Neknominate einen lebenden Goldfisch gegessen hatten.

## Spätere Rezeption
Die FAZ und dpa zählten Ende 2014 Biernominierung zu den Trends, die 2014 angesagt waren. Die Stuttgarter Nachrichten meinten 2016 zu einer Selfie-Challenge, dass es viele Herausforderungen in den Sozialen Medien gegeben hätte, wobei die ALS Ice Bucket Challenge oder die Biernominierung jene seinen, die in Erinnerung geblieben wären. Für den Südkurier und die Deutsche Presse-Agentur gehörte die Biernominierung Ende 2016 zu den bisher größten Internet-Trends. Das Webportal GMX zählte 2017 Biernominierung/NekNomination zu den wichtigsten 20 Internet-Trends der vergangenen 20 Jahre. Laut Jean-François Marmion in Die Psychologie der Dummheit gehörte Biernominierung zu den ersten Trends der Selbstinszenierung im Internet.

## Wissenschaftliche Forschungen (Auswahl)
- Antony C. Moss, Marcantonio M. Spada, Jamila Harkin, Ian P. Albery, Nicola Rycroft, Ana V. Nikčević: ‘Neknomination’: Predictors in a sample of UK university students. In: Addictive Behaviors Reports, 2015; doi:10.1016/j.abrep.2015.05.003
- Kevin Wombacher, Jenna E Reno, Shari R Veil: NekNominate: Social Norms, Social Media, and Binge Drinking. In: Health Commun., 2016; PMID 27331576.
- Adam Burgess, Vincent Miller, Sarah Moor: Prestige, Performance and Social Pressure in Viral Challenge Memes: Neknomination, the Ice-Bucket Challenge and SmearForSmear as Imitative Encounters. In: Sociology, Oktober 2018, Volume 52, Issue 5, S. 1035–1051, British Sociological Association; doi:10.1177/003803851668031
- Stefania Barbieri, Paolo Feltracco, Vittorio Lucchetta: A Social Media-Based Acute Alcohol Consumption Behavior (NekNomination): Case Series in Italian Emergency Departments. In: Interactive Journal of Medical Research, 31. Januar 2018, Vol 7, No 1; doi:10.2196/ijmr.6573
- Thomas Rabeyron, Valentine Langlet, Didier Acier: Adolescence et virtuel: la Neknomination comme phénomène anthropologique éphémère. In: Nouvelle Revue de l’Enfance et de l’Adolescence, 2021; cairn.info